# 왕도둑 JING
《왕도둑 JING》(王ドロボウJING)은 주인공 징과 그의 동료인 까마귀 키르의 여행을 옴니버스식으로 구성한 쿠마쿠라 유이치의 만화작품이다. 총 13편으로 애니메이션화되었다. 등장인물이나 장소의 이름을 술의 이름이나 칵테일 용어·도구에서 따왔다는 특징이 있다. 주인공의 이름인 '징'(Jing)도 진에서 유래되었다.

## 줄거리
《왕도둑 JING》은 왕도둑이라 자칭하는 소년 징을 주인공으로 한 짧은 에피소드들이 불연속적으로 나열되는 시리즈이다. 시리즈 전반에 걸친 세계관에서 '왕도둑'의 명성은 매우 널리 퍼져있지만, 대다수의 적들은 위대한 '왕도둑'이 한낱 소년에 불과할 것이라고 예상하지 못해 징을 무시한다.
시리즈가 전개되면서 에피소드의 특성이 크게 변하는데, 이 차이는 특히 원작 만화인 《왕도둑 JING》과 후속작인 《킹 오브 밴디트 징》 사이에서 크게 드러난다.
원작에서는 에피소드가 비교적 가볍고 그림체도 단순하다. 징은 어린 아이의 외모로 묘사된다. 매 에피소드는 징이 찾는 새로운 보물이나 물건을 중심으로 전개되는데, 그 과정에서 징은 반드시 여주인공을 만나 동행하게 되며 징이 얻으려는 것을 지키거나 징보다 먼저 보물을 얻으려는 적과 대치한다. 배경이 되는 장소는 시간의 도시, 살아있는 용암이 있는 사막, 보물을 찾기 위해 징 스스로 수감된 감옥 등 각 화마다 달라지지만, 징은 각 에피소드의 끝에서 항상 보물을 훔치는 것에 성공하여 탈출한다.
후속작 역시 기본적인 내용 전개는 동일하지만, 징이 원작에서보다 성숙한 모습으로 묘사되고 내용이 보다 무거워지며 그림체도 변한다. 징은 목표했던 보물을 훔치는 것에 실패하기도 한다. 오히려 징은 훔치려던 목표물과 '싸우기도' 하며, 목표물을 파괴해야 하는 상황에 처하기도 한다. 《킹 오브 밴디트 징》에는 징의 어린 시절을 다룬 짧은 에피소드도 등장하는데, 어린 시절에도 징은 스스로를 '왕도둑'이라 칭한다.
《왕도둑 JING》 7권과 《킹 오브 밴디트 징》 7권 모두 뚜렷한 결말 없이 완결되었다.

## 주요 등장인물
징, 키르, 포스티노는 여러 에피소드에 반복적으로 등장한다.
징 (ジン, Jing)
작품의 주인공으로, 노란 코트에 뽀족한 머리가 특징인 소년이다. 나이는 알려져 있지 않다. 스스로를 왕도둑이라 부르며 동료 키르와 함께 세계를 여행한다. 가는 곳마다 여주인공의 마음을 사로잡는다. 연재 초기에는 "빙고 (ビンゴ)"나 "호! 호! 호! (HO! HO! HO!)"를 연발하는 등 장난스러운 모습을 보여주지만, 작품이 진행됨에 따라 점차 성숙해진다. 애니메이션에서는 처음부터 성숙한 모습을 보인다. 키르를 이용해 빛을 쏘는 "키르 로얄"과 오른팔 소매에 감춰진 칼을 무기로 이용한다.
키르 (キール, Kir)
말하는 까마귀로, 알이었을 때부터 징과 함께 해왔다. 새임에도 불구하고 인간 여자를 좋아하여 매 에피소드에서 여주인공을 쫓아다닌다. 징의 오른팔과 결합해 빛을 탄환처럼 쏘는 "키르 로얄"을 쓸 수 있다.
포스티노 (ポスティーノ), Postino)
오토바이를 탄 우편 배달부로, 징과 키르가 가는 곳마다 갑자기 나타나 단편적 단서를 던지고 사라진다. 작품 속의 몽환적 분위기를 강조하는 역할을 하며, 데우스 엑스 마키나 (Deus ex machina)의 패러디로 여겨지기도 한다. 중요한 비중의 인물은 아니지만, 징과 키르 외의 등장인물로서는 유일하게 여러 에피소드에 걸쳐 등장한다. 원작 만화에서는 '아마르코르드' 에피소드에서 단 한 번 등장할 뿐이지만, 애니메이션에서는 모든 에피소드에 한 번씩 등장한다. 후속작 만화에서는 제1권과 제5권에서 두 번 등장한다.

## 애니메이션
총 13화로 제작되었다. 옴니버스식 구성이라 각 화간의 연계성은 강하지 않다. 각각의 화는 "SHOT"이라 명명되었는데, 이는 "술 한 모금"을 이르는 영어 단어이다.
| 화수      | 부제목                                                |
| --------- | ----------------------------------------------------- |
| 1st SHOT  | 도둑들의 도시 (ドロボウの都)                          |
| 2nd SHOT  | 블루 하와이의 유령선 (ブルーハワイの幽霊船)           |
| 3rd SHOT  | 시간의 도시 아도니스 전편 (時の都アドニス 前編)       |
| 4th SHOT  | 시간의 도시 아도니스 후편 (時の都アドニス 後編)       |
| 5th SHOT  | 색채 도시의 소녀 (色彩都市の少女)                     |
| 6th SHOT  | 불사의 도시 리바이바 전편 (不死の都リヴァイヴァ 前編) |
| 7th SHOT  | 불사의 도시 리바이바 후편 (不死の都リヴァイヴァ 後編) |
| 8th SHOT  | 폭탄생물 포르보라 (爆弾生物ポルヴォーラ)              |
| 9th SHOT  | 음악의 섬, 코코오코 (調べの島ココ·オコ)               |
| 10th SHOT | 포르보라의 자장가 (ポルヴォーラの子守歌)              |
| 11th SHOT | 자자의 가면 무도회 전편 (ザザの仮面舞踏会 前編))      |
| 12th SHOT | 자자의 가면 무도회 중편 (ザザの仮面舞踏会 中編)       |
| 13th SHOT | 자자의 가면 무도회 후편 ザザの仮面舞踏会 後編)        |

### 애니메이션과 원작 만화의 차이
- 애니메이션에서 징은 원작 만화에서보다 차분하고 정돈된 모습을 보인다. 징과 키르는 애니메이션에서 더 사이가 좋다. 애니메이션판에서 둘의 행동은 대체로 원작 만화보다는 후속작 만화에 묘사된 것에 가깝게 표현된다.
- 원작이 애니메이션화되면서 여러 개의 SHOT(화)이 순서가 뒤바뀌거나 생략되었다. 예를 들어서, 애니메이션의 마지막을 장식하는 가면 무도회 에피소드는 원작 만화에서는 원래 중간에 있던 이야기였다. 원작 만화에 있던 퍼지 네이블에서의 에피소드는 애니메이션화되면서 누락되었다. 반대로, 애니메이션에 있는 음악의 섬 에피소드는 원작 만화에는 등장하지 않는다.
- 애니메이션에서 코냑(제1화의 도둑들의 도시 시장)[주해 5]은 에피소드가 끝날 때에야 징이 왕도둑임을 깨닫지만, 원작 만화에서 코냑은 징이 도시에 발을 들여놓은 순간부터 징이 왕도둑임을 알고 있다.
- 징이 코냑의 탑으로 올라가기 위해 늙은 용을 날게 만드는 장면에서 차이가 있다. 애니메이션에서는 징이 단지 코냑이 용의 알을 먹을 것이라는 말로 용을 자극할 뿐이다. 반면 원작 만화에서는 징이 키르를 시켜 용의 알을 들고 코냑의 탑으로 날아가게 한다.
- 애니메이션에서 징은 1화의 끝에서 "머메이드의 눈물"을 얻고 탑에서 뛰어내려 달아나지만, 원작 만화에서 징은 탑에서 뛰어내리기 전에 코냑의 보석 장식 금잔 몇 개를 훔쳐 달아난다.
- 애니메이션 2화에서 로제[주해 6]의 아버지는 욕구를 완전히 흡수당해 송장처럼 누워있지만, 원작 만화에서는 유령을 쫓기 위한 부적을 가지고 침대에 숨어 있다. 원작에서는 로제의 아버지가 유령선이 폭발한 후 딸을 구하기 위해 뛰쳐 나오지만, 애니메이션에서는 이처럼 설정이 변했기 때문에 에피소드가 끝날 때까지 등장하지 않는다.
- 애니메이션에서는 원작 만화에 비해 징이 "키르 로얄"을 사용하는 장면이 부각되는 편이다. 원작 만화에서는 "키르 로얄"은 다른 방법이 없을 때 등에 한해 사용되는 반면 애니메이션에서는 거의 유일한 기술로서 사용된다.

## OVA
OVA인 "왕도둑 JING in Seventh Heaven"은 총 3화로 제작되었다. 원작 만화 제4권의 에피소드를 바탕으로 하고 있으며, 징은 감옥에 있는 캄파리라는 마술사로부터 "꿈 구슬"을 훔치기 위해 "세븐스 헤븐(제7감옥)"이라는 감옥에 스스로 들어간다.
| 화수 | 부제목                  |
| ---- | ----------------------- |
| 1화  | Lost in Seventh Heaven  |
| 2화  | Dream in Seventh Heaven |
| 3화  | Awake in Seventh Heaven |

## 주해
1. ↑  술이름인 진의 철자는 Jin이 아니라 Gin이지만, 제목 로고 디자인 과정에서 Jing으로 변형되었다.
2. ↑  통칭으로 징걸(ジンガール, Jing girl)이라고 부른다.
3. ↑  칵테일 키르 로열에서 이름을 따왔다.
4. ↑  이탈리아어로 "우편 배달부"라는 뜻이다.
5. ↑  코냑에서 이름을 따왔다.
6. ↑  로제 와인에서 이름을 따왔다.
7. ↑  이탈리아산 리큐어인 캄파리에서 이름을 따왔다.